# The God Delusion

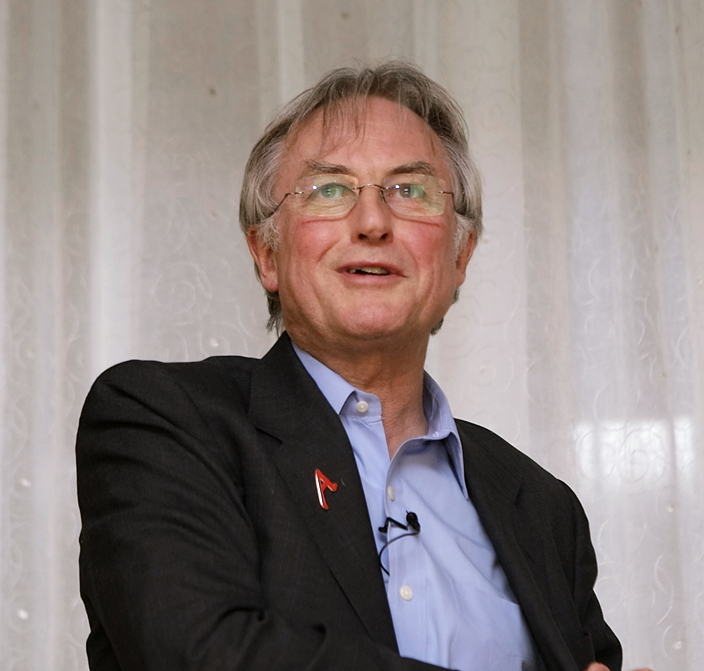
Richard Dawkins

The God Delusion és un èxit de vendes del 2006 del biòleg britànic Richard Dawkins, professor de New College, Universitat d'Oxford, i el titular de la inauguració de la Presidència Charles Simonyi per la Comprensió Pública de la Ciència de la Universitat d'Oxford.
A The God Delusion, Dawkins afirma que un creador sobrenatural és ben bé segur que no existeix i que la creença en un Déu personal és una il·lusió, la qual defineix com una falsa creença persistent generada a la vista de la forta contradicció que suposa la manca de proves. Ell està d'acord amb l'afirmació de Robert Pirsig al llibre Lila que diu "Quan una persona pateix d'un deliri se'n diu bogeria. Quan moltes persones pateixen d'un deliri se'n diu religió".
A gener del 2010, la versió anglesa de The God Delusion havia venut més de 2 milions de còpies. Es va situar com Nº2 en la llista best-sellers (més venuts) d'Amazon.com fins al novembre de 2006. A principis de desembre de 2006, va arribar al Nº4 de la llista  New York Times Hardcover Nonfiction Best Seller després de nou setmanes en tal llista. La versió en alemany, titulada Der Gotteswahn, va vendre més de 260.000 còpies fins al 28 de gener de 2010.
El llibre ha atret un debat generalitzat, amb molts llibres escrits en resposta.

## Rerefons
Dawkins havia argumentat en contra d'explicacions creacionistes sobre la vida en les seues obres anteriors al voltant l'evolució. El tema de The Blind Watchmaker (El rellotger cec), publicat el 1986, és que l'evolució pot explicar l'aparent disseny de la natura. En The God Delusion (El miratge de Déu) se centra directament en una gamma més àmplia d'arguments utilitzats per i en contra de la creença en l'existència d'un déu (o déus).
Dawkins s'identifica repetidament com un ateu, alhora que assenyala també que, en cert sentit, ell és també agnòstic, encara que "només en la mesura que sóc agnòstic sobre les fades de la part de darrere del jardí."
Des de fa temps Dawkins havia volgut escriure un llibre obertament  crític amb la religió, però el seu editor li havia aconsellat en contra d'això. Vers l'any 2006, el seu editor ja s'ho havia repensat. Dawkins atribueix aquest canvi de mentalitat a "quatre anys de Bush".
Per aleshores, una sèrie d'autors, incloent a Sam Harris i a Christopher Hitchens, que juntament amb Dawkins foren etiquetats com "La Trinitat No Sagrada" (The Unholy Trinity) per Robert Weitzel, ja tenien publicats llibres obertament atacant la religió. Segons el lloc web d'Amazon.co.uk, el llibre portà a un creixement del 50% en les seues vendes de llibres sobre religió i espiritualitat (incloent també llibres antireligiosos: com Hitchens's God is Not Great: How Religion Poisons Everything) i a un augment del 120% en les vendes de la Bíblia.

## Sinopsi
Dawkins dedica el llibre a Douglas Adams i cita al novel·lista: "No n'hi ha prou amb veure que un jardí és bonic sense haver de creure també que hi ha fades en la seua part de darrere?" El llibre conté deu capítols. Els primers capítols se centren a demostrar que pràcticament no hi ha certesa d'haver un Déu, mentre que en la resta discuteix sobre la religió i la moral.
Dawkins escriu que El miratge de Déu conté quatre missatges de "consciència de fons":
1. Els ateus poden sentir-se realitzats en la felicitat, l'equilibri, la moral i la intel·lectualitat.
2. La selecció natural i les teories científiques similars són superiors a una "hipòtesi de Déu"-il·lusió del disseny intel·ligent-en l'explicació del món dels vius i el cosmos.
3. Els xiquets no han de ser relacionats amb la religió dels seus pares. Els termes com "xiquet catòlic" o "xiquet musulmà" han de fer que la gent s'estremisca.
4. Els ateus han d'estar orgullosos, i no disculpar-se, perquè l'ateisme és l'evidència d'una ment sana i independent.[4]

### "Hipòtesi de Déu"
El capítol 1, "Un no creient profundament religiós", té per objecte aclarir la diferència entre els termes de Dawkins "la religió d'Einstein" i "la religió sobrenatural". Assenyala que el primer inclou referències quasi místiques i  panteistes a Déu en el treball de físics com Albert Einstein i Stephen Hawking, i descriu el panteisme com "exagerar l'ateisme". Per contra, afirma que aquest últim consisteix del teisme present en religions com el cristianisme, l'islam i l'hinduisme, i que això és amb el que ell està en desacord. L'existència proposada d'aquest Déu intervencionista, la qual Dawkins anomena l'"Hipòtesi de Déu", es converteix en un tema important del llibre. Sosté que l'existència o no existència de Déu és un fet científic sobre l'univers, que és detectable en principi si no en la pràctica.
Dawkins resumeix els principals arguments filosòfics sobre l'existència de Déu, escollint l'argument del disseny per la seva consideració més extensa. Dawkins arriba a la conclusió que l'evolució per selecció natural pot explicar el disseny aparent en la natura.
Escriu que un dels desafiaments més grans per l'intel·lecte humà ha estat explicar "com s'origina el disseny complex i improbable a l'univers", i suggereix dues explicacions:
1. Una hipòtesi que involucra a un dissenyador, és a dir, un ser complex com a explicació per la complexitat que observem.
2. Una hipòtesi, amb teories que la recolzen, que explica com, des d'orígens i principis simples, quelcom més complex pot emergir.

Dawkins argumenta que el primer argument s'autorrefuta, mentre que el segon és totalment factible.

Al final del capítol 4 ("Perquè quasi segur que no hi ha cap Déu"), Dawkins resumeix els seus arguments i afirma que "la temptació [d'admetre quelcom que sembla disseny com un disseny de veritat] és falsa, perquè la hipòtesi del dissenyador planteja immediatament la consegüent pregunta de qui és el dissenyador." La cita original és: 
| « | The temptation [to attribute the appearance of design to actual design itself] is a false one, because the designer hypothesis immediately raises the larger problem of who designed the designer. | » |

 A més, afegeix que l'alternativa a la hipòtesi del disseny no és la probabilitat, sinó la selecció natural.
Dawkins no pretén refutar Déu amb certesa absoluta, sinó que proposa com a principi general que les explicacions més senzilles són preferibles, i que un Déu omniscient o omnipotent ha de ser extremadament complex. Argumenta que la teoria d'un univers sense Déu és preferible a la teoria d'un univers amb un Déu.